# Халденслебен
Халденслебен (на немски: Haldensleben, Halslä) е град в Саксония-Анхалт, Германия, с 19 439 жители (2015). Намира се на ок. 30 km северозападно от Магдебург.
- Дворец Хундисбург
- Статуя на Роланд